# Celles-sur-Aisne
Celles-sur-Aisne è un comune francese di 258 abitanti situato nel dipartimento dell'Aisne della regione dell'Alta Francia.

## Società

### Evoluzione demografica
Abitanti censiti